# Calle General Elorza
La calle General El Lorza es una vía pública de la ciudad española de Oviedo.

## Descripción

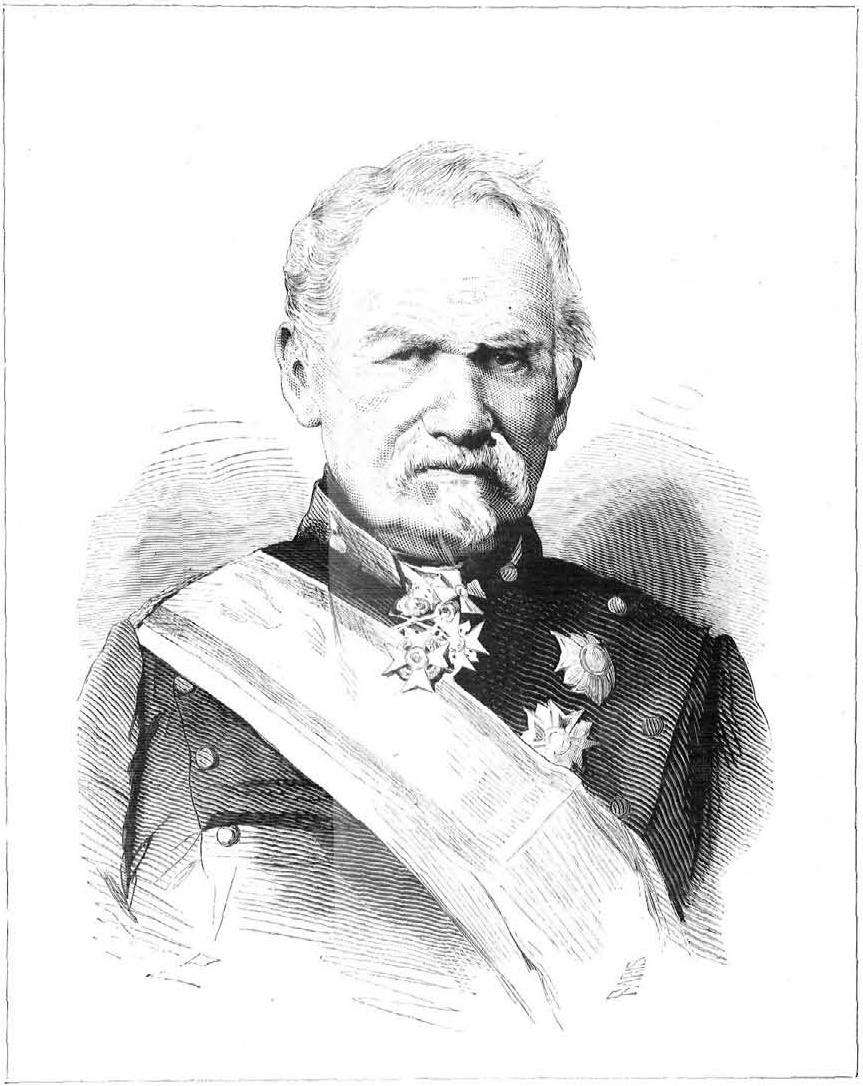
Francisco Antonio Elorza y Aguirre, militar que da nombre a la calle

La vía, parte de la N-634, discurre desde la glorieta de la Cruz Roja hasta un punto en el que confluye con la avenida de Santander y las calles Pepe Cosmen y Nicolás Soria. Tal y como se decidió por acuerdo municipal en 1887, cuando la calle aún estaba en construcción, honra con el título a Francisco Antonio Elorza y Aguirre (1798-1873), militar natural de Guipúzcoa pero ovetense de adopción, gran impulsor de la industria siderúrgica. Aparece descrita en El libro de Oviedo (1887) de Fermín Canella y Secades con las siguientes palabras:

General Elorza.—Gran vía en proyecto que arrancará desde la entrada principal de la fábrica de armas de la Vega y, atravesando las huertas y prados del N., terminará en la estación del ferro-carril. Por acuerdo municipal de 1887 llevará el nombre de aquel ilustrado general, asturiano adoptivo, reformador e impulsador de la industria siderúrgica en esta provincia, donde facilitó y extendió otros conocimientos y trabajos accesorios, contribuyendo con su iniciativa y enseñanza al fomento de la riqueza del país y á crear en él una población obrera. El celoso diputado bá Cortes Sr. Pedregal solicitó en el Congreso y obtuvo del gobierno la inclusión de esta vía en el Plan general de carreteras.—Ent.: Carretera de Santo Domingo.
(Canella y Secades, 1887, pp. 112-113)